# Superliha (femminile)
La Superliha è la massima serie del campionato ucraino di pallavolo femminile: al torneo partecipano sette squadre di club ucraine e la squadra vincitrice si fregia del titolo di campione di Ucraina.

## Albo d'oro
| Anno             | Podio            | Podio            | Podio                |
| Campione         | Seconda          | Terza            |                      |
| ---------------- | ---------------- | ---------------- | -------------------- |
| 1992 Dettagli    | Iskra Luhans'k   | Orbita           | Lok. Dnipropetrovs'k |
| 1992-93 Dettagli | Orbita           | Iskra Luhans'k   | Janvarka-Krajan      |
| 1993-94 Dettagli | Iskra Luhans'k   | Orbita           | AF Bila Tserkva      |
| 1994-95 Dettagli | Iskra Luhans'k   | Orbita           | Dynamo-Dženestra     |
| 1995-96 Dettagli | Iskra Luhans'k   | Dynamo-Dženestra | Orbita               |
| 1996-97 Dettagli | Iskra Luhans'k   | Kruh Čerkasy     | Dynamo-Dženestra     |
| 1997-98 Dettagli | Kruh Čerkasy     | Orbita           | Dynamo-Dženestra     |
| 1998-99 Dettagli | Iskra Luhans'k   | Kruh Čerkasy     | Dynamo-Dženestra     |
| 1999-00 Dettagli | Kruh Čerkasy     | Dynamo-Dženestra | Halyčanka            |
| 2000-01 Dettagli | Dynamo-Dženestra | Kruh Čerkasy     | Halyčanka            |
| 2001-02 Dettagli | Dynamo-Dženestra | Kruh Čerkasy     | ZDIA Zaporižžja      |
| 2002-03 Dettagli | Dynamo-Dženestra | ZDIA Zaporižžja  | Kruh Čerkasy         |
| 2003-04 Dettagli | Dženestra        | ZDIA Zaporižžja  | Kruh Čerkasy         |
| 2004-05 Dettagli | Kruh Čerkasy     | Dženestra        | Khimvolokno Čerkasy  |
| 2005-06 Dettagli | Kruh Čerkasy     | Halyčanka        | Severodončanka       |
| 2006-07 Dettagli | Kruh Čerkasy     | Džynestra        | Universytet Kiev     |
| 2007-08 Dettagli | Kruh Čerkasy     | Džynestra        | Halyčanka            |
| 2008-09 Dettagli | Severodončanka   | Kruh Čerkasy     | Halyčanka            |
| 2009-10 Dettagli | Halyčanka        | Džynestra        | Kruh Čerkasy         |
| 2010-11 Dettagli | Chimik           | Džynestra        | Severodončanka       |
| 2011-12 Dettagli | Chimik           | Volyn Lutsk      | Severodončanka       |
| 2012-13 Dettagli | Chimik           | Volyn Lutsk      | Orbita               |
| 2013-14 Dettagli | Chimik           | Severodončanka   | Orbita               |
| 2014-15 Dettagli | Chimik           | Severodončanka   | Orbita               |
| 2015-16 Dettagli | Chimik           | Orbita           | Severodončanka       |
| 2016-17 Dettagli | Chimik           | Dobrodij         | Volyn                |
| 2017-18 Dettagli | Chimik           | Volyn            | Halyčanka            |
| 2018-19 Dettagli | Chimik           | Orbita           | Volyn                |
| 2019-20 Dettagli | Non assegnato    | Non assegnato    | Non assegnato        |
| 2020-21 Dettagli | Prometej         | Chimik           | Orbita               |
| 2021-22 Dettagli | Prometej         | Chimik           | Orbita               |
| 2022-23 Dettagli | Prometej         | Dobrodij         | Alanta               |
| 2023-24 Dettagli | Prometej         | Alanta           | Bukovynka            |

## Palmarès
| Squadra        | Titolo | Stagione                                                                        |
| -------------- | ------ | ------------------------------------------------------------------------------- |
| Chimik         | 9      | 2010-11, 2011-12, 2012-13, 2013-14, 2014-15, 2015-16, 2016-17, 2017-18, 2018-19 |
| Iskra Luhans'k | 6      | 1992, 1993-94, 1994-95, 1995-96, 1996-97, 1998-99                               |
| Kruh Čerkasy   | 6      | 1997-98, 1999-00, 2004-05, 2005-06, 2006-07, 2007-08                            |
| Džynestra      | 4      | 2000-01, 2001-02, 2002-03, 2003-04                                              |
| Prometej       | 4      | 2020-21, 2021-22, 2022-23, 2023-24                                              |
| Orbita         | 1      | 1992-93                                                                         |
| Severodončanka | 1      | 2008-09                                                                         |
| Halyčanka      | 1      | 2009-10                                                                         |